# Spécialité culinaire
Pour les articles homonymes, voir Spécialité.
Une spécialité culinaire, dans le sens large de l'expression est, en gastronomie, un mets confectionné plus particulièrement dans un établissement (restaurant, pâtisserie) ou dans une zone géographique (région, ville), sur lequel se fonde en partie la réputation de l'établissement ou l'attrait touristique local. Les spécialités culinaires sont indistinctement appelées des mets (« la cervelle est un mets délicat ») ou, par métonymie, des plats (« le coq au vin est un plat typiquement français »).
La recette d'une spécialité culinaire est parfois proclamée « secrète », peut-être par malice publicitaire, mais est généralement connue des amateurs et, éventuellement, très partagée, au moins sur le plan régional. S'il y a secret d'élaboration, cela concerne le plus souvent un « tour de main » tenu pour personnel, ou bien l'ajout d'un ingrédient particulier : la plupart des innombrables spécialités culinaires du monde comportent maintes variantes plus ou moins importantes.
Beaucoup de cuisiniers célèbres connus régionalement ou à l'échelle nationale publient des ouvrages où ils détaillent leurs spécialités propres, souvent des adaptations de recettes notoires.